# Critics' Choice Movie Awards
Critics' Choice Movie Awards jsou filmové ceny, udílené Broadcast Film Critic's Association (BFCA). První ceremoniál se konal v roce 1996.
Ceny se původně jmenovala Critics' Choice Award. V roce 2010 bylo přidáno slovo Movie, aby se ocenění odlišilo od televizích cen Critics' Choice Television Award.
Mezi lety 2006–2009 se ceremoniály konaly v Civic Auditorium v Santa Monice. Mezi lety 2010–2012 se konaly v historickém Hollywood Palladium. Živé vysílání se v roce 2013 přesunulo ze stanice VH1 na The CW. V roce 2014 se ceremoniál konal v hangáru Santa Monického letiště.

## Kategorie
- Nejlepší film (od r. 1995)
- Nejlepší mužský herecký výkon (od r. 1995)
- Nejlepší ženský herecký výkon (od r. 1995)
- Nejlepší mužský herecký výkon ve vedlejší roli (od r. 1995)
- Nejlepší ženský herecký výkon ve vedlejší roli (od r. 1995)
- Nejlepší akční film (od r. 2009)
- Nejlepší obsazení akčního filmu (od r. 2002)
- Nejlepší herec v akčním filmu (od r. 2012)
- Nejlepší herečka v akčním filmu (od r. 2012)
- Nejlepší komediální film
- Nejlepší herec v komediálním filmu (od r. 2012)
- Nejlepší herečka v komediálním filmu (od r. 2012)
- Nejlepší animovaný film (od r. 1998)
- Nejlepší zvuk (od r. 2009)
- Nejlepší píseň (od r. 1998)
- Nejlepší filmová architektura (od r. 2009)
- Nejlepší kinematografie (od r. 2009)
- Nejlepší komedie (od r. 2005)
- Nejlepší skladatel (od r. 1998)
- Nejlepší návrh kostýmů (od r. 2009)
- Nejlepší režie (od r. 1995)
- Nejlepší dokument (od r. 1995)
- Nejlepší střih (od r. 2009)
- Nejlepší rodinný film (1997-2007)
- Nejlepší cizojazyčný film (od r. 1995)
- Nejlepší masky (od r. 2009)
- Nejlepší dětský herecký výkon (od r. 1995)
- Nejlepší scénář (od r. 2002) - rozděleno na nejlepší původní scénář a nejlepší adaptovaný scénář
- Nejlepší vizuální efekty (od r. 2009)

## Ceremoniály
1. 1995
2. 1996
3. 1997
4. 1998
5. 1999
6. 2000
7. 2001
8. 2002
9. 2003
10. 2004
11. 2005
12. 2006
13. 2007
14. 2008
15. 2009
16. 2010
17. 2011
18. 2012
19. 2013
20. 2014
21. 2015
22. 2016
23. 2017
24. 2018
25. 2019